# 陳煥 (洪武進士)
陳煥，福建連江人，明朝政治人物、進士出身。

## 生平
洪武十七年，福建甲子乡试中舉。洪武十八年，登乙丑科會試中進士，擔任工部主事。